# Løten
Løten é uma comuna da Noruega, com 369 km² de área e 7 282 habitantes (censo de 2004). Foi aqui que, em 12 de Dezembro de 1863, nasceu Edvard Munch.